# برهان الدين رباني

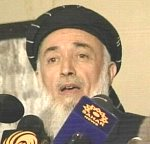
برهان الدين رباني

برهان الدين رباني بن محمد يوسف (20 سبتمبر 1940 - 20 سبتمبر 2011)، هو مؤسس الجمعية الإسلامية الأفغانية، وثاني رئيس لدولة المجاهدين في كابول بعد سقوط الحكم الشيوعي فيها في أبريل 1992، خرج من كابول في 26 سبتمبر 1996 على يد حركة طالبان. ظلَّ ينتقل في ولايات الشمال التابعة له. وهو يعتبر أحد أبرز زعماء تحالف المعارضة الشمالي السياسيين، والمعارض لطالبان.
ورئيس أفغانستان (28 يونيو 1992 - 27 ديسمبر 1996) و (13 نوفمبر 2001 - 27 سبتمبر 1996)

## نشأته
ولد برهان الدين رباني في مدينة فيض آباد، وهي مركز ولاية بدخشان. ينتمي إلى قبيلة اليفتليين ذات العرقية الطاجيكية السنية. التحق بـمدرسة أبي حنيفة بكابل، وبعد تخرّجه من المدرسة انضم إلى جامعة كابول في كلية الشريعة عام 1960م، وتخرج منها عام 1963م، وعُيِّن مدرسًا بها. في عام 1966، التحق بجامعة الأزهر وحصل منها على درجة الماجستير في الفلسفة الإسلامية عاد بها إلى جامعة كابول ليدرس الشريعة الإسلامية. واختارته الجمعية الإسلامية ليكون رئيسا لها في عام 1972. وفي عام 1974، حاولت الشرطة الأفغانية اعتقاله من داخل الحرم الجامعي، ولكن نجح في الهروب إلى الريف بمساعدة الطلبة.
لم يحظ بآراء الناخبين لقيادة الحركة الإسلامية في الانتخابات التي أجريت خارج أفغانستان عام 1977م، وهو ما أدّى إلى انشقاق في الحركة الإسلامية التي انقسمت إلى حزبين: «الحزب الإسلامي» الذي كان يقوده قلب الدين حكمتيار، و«الجمعية الإسلامية» التي كان يقودها الأستاذ رباني.
ومنذ الغزو السوفييتي لأفغانستان عام 1979 كان برهان الدين ربّاني مشاركا في أعمال المقاومة ضد السوفييت التي كانت مدعومة من وكالة الاستخبارات الأمريكية "CIA" وعُرفت إعلاميًّا ب«الجهاد الأفغاني» وكانت قواته أول القوات التي تدخل كابول بعد هزيمة الشيوعيين فيها.
وشغل منصب رئيس المجلس الأعلى للسلام في أفغانستان. اغتيل في تفجير في كابل في 20 سبتمبر 2011.

## وفاته
أعلنت الشرطة الأفغانية ان برهان الدين ربّاني الرئيس الأفغاني الأسبق الذي كان يقود جهود السلام في أفغانستان اغتيل بتفجير في 20 سبتمبر 2011 على أثر هجوم انتحاري استهدف منزلهِ في كابول. وكان رباني الذي تولى رئاسة البلاد وسط فوضى الحرب الأهلية بين عامي 1992 و 1996، قد شغل منصب رئيس المجلس الأعلى للسلام بتكليف من الرئيس الأفغاني حامد كرزاي لأجل التفاوض مع حركة طالبان. ولم يحقق المجلس أي نجاح يذكر في مساعيه.
ويعد مقتل رباني أكبر عملية اغتيال لشخصية بارزة منذ الغزو الذي شنته قوات التحالف الدولي والذي قادته الولايات المتحدة للإطاحة بنظام طالبان في أواخر عام 2011، وبعد أقل من شهرين على مقتل شقيق الرئيس الأفغاني أحمد والي كرزاي. وقال المتحدث باسم الشرطة حشمت ستانكزاي أنّ «انفجارا وقع داخل منزل برهان الدين رباني أدى إلى استشهاده، كما أُصيب عدد آخر بجروح». وصرّحت الشرطة ان انتحاريا من حركة طالبان نفذ الهجوم بتفجير عبوة ناسفة كانت مخبّأة في عمامته.
وقال رئيس التحقيقات الجنائية في كابول محمد زاهر أن «رجلين كانا يتفاوضان مع رباني باسم حركة طالبان هذا المساء، وخبّأ أحدهما المتفجرات في عمامتهِ». وأضاف أن الرجل «اقترب من رباني وفجّر العبوة الناسفة. وقتل ربّاني وأربعة آخرون من بينهم معصوم ستانكازاي» نائب رباني.

## وصلات خارجية
- برهان الدين رباني على موقع IMDb (الإنجليزية)
- برهان الدين رباني على موقع الموسوعة البريطانية (الإنجليزية)
- برهان الدين رباني على موقع مونزينجر (الألمانية)
- برهان الدين رباني.. مستقبل أفغانستان بعد الحرب، برنامج لقاء اليوم، قناة الجزيرة، 12 نوفمبر 2001م
- برهان الدين رباني..الانتخابات الرئاسية على يوتيوب، برنامج مباشر مع، قناة الجزيرة مباشر، 8 أغسطس 2009